# 前田悠雅
前田 悠雅（まえだ ゆうが、1998年10月19日 - ）は、日本の女優、歌手、タレントで、劇団4ドル50セントの劇団員である。千葉県出身。

## 略歴
1998年10月19日、千葉県で生まれる。幼少期から芸能界は夢だったがなかなか行動に移せずにいた。SHIBUYA109のSNAP撮影会でのエントリーをきっかけに「東京ガールズオーディション 2016 Powered by Ameba」でアーティスト部門のグランプリ、SHIBUYA109賞をダブル受賞。2017年、応募者約5千人の劇団4ドル50セントのオーディションに合格し入団。
旗揚げ本公演のメインキャストオーディションではメインキャストには選ばれる。
第2回本公演『ピエロになりたい』ではメインキャストに選ばれる。

## 人物
高校生の時はダンス部では部長、軽音楽部ではボーカルを担当。

## 出演

### 舞台
- プレ公演『The Making of $4.50 夢を見たけりゃ、目を開けろ。』（2017年11月3日 - 5日、スパイラルホール）[6] - 本人 役
- 旗揚げ本公演『新しき国』（2018年2月8日 - 12日、紀伊國屋ホール）[7] - 山田未来 役
- 週末定期公演Vol.1『夜明けのスプリット』（2018年6月30日 - 8月3日、KeyStudio）[5] - リツコ 役
- 週末定期公演Vol.2『夜明けのスプリット』（2018年8月11日 - 9月14日、KeyStudio）[8] - リツコ/サマンサ 役
- 第2回本公演『ピエロになりたい』（2018年11月22日 - 12月2日、オルタナティブシアター）- ジョーカー 役[9]
- スマホドラマ劇場版『あなたがいなくて僕たちは』 主演 - 本人 役[10]
- オムニバス公演『カラフルボックス』Aキャスト（2019年10月29日 - 11月4日、劇場HOPE-ポケットスクエア）- 楓 / ミク 役[11]
- 劇団4ドル50セント×柿喰う客 コラボ公演『学芸会レーベル』（2020年1月30日 - 2月9日、DDD青山クロスシアター）- しょうこせんせい 役[12]
- 劇団4ドル50セント×柿喰う客 コラボ公演『アセリ教育』（2020年1月30日 - 2月9日、DDD青山クロスシアター）- 零 役[13]
- 制作「山口ちはる」プロデュース 『川澄くんの恋人』(2020年9月3日 - 6日、下北沢 スターダスト) - 直子 役[14]
- 「日本の劇」戯曲賞2019 上演『ガラスの部屋のミューズ』(2020年10月14日 - 18日、恵比寿・エコー劇場) - 安堂数理 役[15]
- ミュージカル『「オープニングナイト」～桜咲⾼校ミュージカル部～』(2021年7月8日 - 11日、⽇本⻘年館ホール) - ラン 役[16]
- 劇団時間制作プロデュース公演 第二弾 舞台『ヒミズ』(2021年9月18日 - 26日、Mixalive TOKYO「Theater Mixa」)[17]
- 劇団 東京夜光『悪魔と永遠』（2022年2月5日 - 13日、本多劇場）- マリア[18]
- 劇団4ドル50セント オリジナル公演『Take Off!!!!』（2022年3月17日 - 22日（新型コロナウイルスの影響により 3月19日以降の7公演中止[19]）、シアターグリーン BOX in BOX THEATER）- 桂木 茜 役[20]
- 朝劇『朝シェイクスピア～30分でわかるマクベス～』（2022年3月19日9:30公演、Mixalive TOKYO 「Hall Mixa」）- ゲスト出演[21]
- 舞台『花柄八景』（2022年5月11日 - 23日、こまばアゴラ劇場）-燐 役 [22]
- 劇団4ドル50セント オリジナル公演『Take Off!!!!』再演（2022年6月16日 - 19日、シアターグリーン BOX in BOX THEATER）- 桂木 茜 役[23]
- Mrs.fictionsが2020年のお約束を果たす公演『伯爵のおるすばん』（ 2022年8月24日 - 28日、吉祥寺シアター）- 伯爵 役[24]
- 劇団 papercraft 第7回公演『世界が朝を知ろうとも』（2022年9月28日 - 10月2日、すみだパークギャラリーSASAYA）- 女 役[25]
- 朗読劇『妖琦庵夜話 その探偵、人にあらず』（2022年11月5日 - 6日、幕張国際研修センター シンポジウムホール） - エリナ 役[26]
- 劇団4ドル50セント 第3回本公演『ほどよく洒落たチョコレート』（2023年2月8日 - 12日、シアター・アルファ東京）- 鮫島レイコ 役[27]
- ゴツプロ！Presents／ブロッケンver.1『ブロッケン』（2023年4月21日 - 30日、新宿シアタートップス）- 中野真帆 役[28]
- 隠し砦の三悪人（2023年7月28日 - 8月13日、明治座／8月24日 - 27日、大阪・新歌舞伎座） - 小冬役[29]
- 劇団４ドル５０セント スピンオフ公演『生まれたその日の空は青かった』（2023年8月17日 / 8月20日、高田馬場ラビネスト）- ゲスト出演
- 劇団papercraft 第10回公演『空夢』（2024年4月26日 - 5月6日、すみだパークシアター倉）- 裕福な姉 / 女２ 役[30]
- 東京にこにこちゃん『RTA・インマイ・ラヴァー』（2024年10月2日 - 6日、下北沢駅前劇場）- 早笑 役[31]
- 舞台『春、さようならは言わない。』（2025年3月13日 - 18日、Mixalive TOKYO Hall Mixa）- 桐嶋 薫 役[32]
- 劇団４ドル５０セント×東京にこにこちゃん コラボ公演『となりの奪言ちゃん』（2025年7月17日 - 21日、上野ストアハウス）- 火花八笑 役[33]
- ザ☆夕方カレーVol.11『悲しみよ コニャニャチハ！』（2025年9月3日 - 7日〈予定〉、浅草九劇）[34]

### モデル
- Rakuten [GirlsAward] 2018 AUTUMN/WINTER（2018年9月16日）- 出演[35]
- Rakuten GrilsAward 2019 SUPRING/SUMMER（2019年5月18日）- 出演[36]
- PLUG 2020-21 A/W collection LOOK[37]
- SNOOPY スヌーピーハウスの収納ポーチ BOOK PEANUTS 70th LIMITED DESIGN（宝島社）[38]
- NYLON JAPAN TOKYO IT GIRL BEAUTY[39]

### テレビ

#### ドラマ
- 刑事ゆがみ第7話（2017年11月23日、フジテレビ系列）[40]- エキストラ 役
- PRINCE OF LEGEND（2018年10月4日 - 12月16日、日本テレビ）- 女子高生 役[41]
- スキャンダル専門弁護士 QUEEN 第10話（2019年3月14日、フジテレビ系列）- 女子高生 役[42]
- マイ・ワンナイト・ルール第2話 第3話（2025年1月15日、1月22日、テレビ東京）- 出演[43]

#### バラエティ
- NEWS ZERO（2018年2月2日、日本テレビ系）- 劇団4ドル50セントとして出演[44]
- ブレイク!（2019年9月4日、東京MX2・他26局）- 劇団4ドル50セントとして出演[45]
- ユニバーサル・スタジオ・ジャパン(TM)でTKO（2018年6月、(J:COMチャンネル）- 出演[46]
- ゴッドタン（2022年12月4日、(テレビ東京）- 出演[47]

#### 音楽
- 2018 FNSうたの夏まつり（2018年7月25日、フジテレビ系列）- 劇団4ドル50セントとして出演[48]
- 2018 FNS歌謡祭 第2夜（2018年12月12日、フジテレビ系列）- 劇団4ドル50セントとして出演[49]
- PLAY LIST（2018年10月23日、TBS）- 劇団4ドル50セントとして出演[50]

### 映画
- 『世界の終わりから』（2023年4月7日、新宿バルト9他全国公開）- レイナ 役[51]

### MV
- 般若『俺たちの曲は流れてる』MV出演[52]
- GENERATIONS from EXILE TRIBE『Star Traveling』MV出演[53]
- été『Gate』MV出演[54]
- 劇団4ドル50セント『愛があったら…』MV監督/脚本[55]
- 伊藤千晃『Merry Go Round』MV出演[56]
- YO_CO『不言論』MV出演[57]
- Paul Kelly 『低気圧ロマンス』 MV出演[58]

### ラジオ
- やまだひさしのラジアンリミテッドＦ（2018年10月19日、TOKYO-FM）- 出演[59]

### イベント
- Rakuten GirlsAward 2017 AUTUMN/WINTER オープニングアクト（2017年9月16日）- 劇団4ドル50セントとして出演[60]
- JA全農×SWEETS PARADISE お米パフェパラダイス 記者発表会（2017年10月24日）- 劇団4ドル50セントとして出演[61]
- LAGUNA MUSIC FES.2018 新春スペシャル (2018年1月4日) - 劇団4ドル50セントとして出演[62]
- トークベント「れんゆが ドラ恋トークイベント」（2019年8月4日）- 出演[63]
- 劇団4ドル50セント 定期イベントvol.1（2019年8月8日、ユナイテッド・シネマ豊洲 スクリーン3）- 出演[64]
- トークライブ「月刊加賀SEASON2」（2019年8月29日）- ゲスト出演[65]
- 劇団4ドル50セント 定期イベントvol.2（2019年8月22日、ユナイテッド・シネマ豊洲 スクリーン3）- 出演[66]
- 劇団4ドル50セント 定期イベントvol.7『オムニバス公演 後夜祭』（2019年11月7日、ユナイテッド・シネマ豊洲 スクリーン3）- 出演[67]
- 劇団4ドル50セント 定期イベントvol.9『ドルセン歌謡祭2019』（2019年12月5日、ユナイテッド・シネマ豊洲 スクリーン3）- 出演[68]
- 第1回1対1オンライントーク（2021年7月12日）[69]
- 『劇団４ドル５０セント ファンベント2021夏』（2021年8月1日、MsmileBOX渋谷）- 欠席[70]
- 『HADO 劇団４ドル５０セントCUP』（2021年8月23日、Wow Live（オンラインイベント））- 出場[71]
- 第2回1対1オンライントーク（2021年10月3日）[72]
- 前田悠雅 BIRTHDAY EVENT 2021（2021年11月14日、WithLIVE（オンラインイベント））[73]
- 『HADOビーナスウォーズ Sec.2』（2021年11月26日、ARスポーツセンター　HADO ARENA 日比谷店）- 出演[74]
- 劇団４ドル５０セント 年末イベント（2021年12月26日、MsmileBOX渋谷）[75]
- 第3回1対1オンライントーク（2022年2月14日、WithLIVE（オンラインイベント））[76]
- 『4ドル50セントのファンミvol.4』（2022年7月30、DESEOmini）[77]
- 警視庁竹の塚警察署1日署長（2022年7月14日、警視庁・竹の塚警察署）[78]
- 劇団4ドル50セント『定期イベントPage.4』（2022年10月9日、DESEOmini）[79]
- 『前田悠雅バースデーイベント2022』（2022年10月23日、DESEOmini）[80]
- 劇団4ドル50セント『定期イベントPage.5』（2022年12月4日、DESEOmini）[81]
- 『前田悠雅 卓上 2023年カレンダー』発売記念イベント（2022年12月10日、福家書店 新宿サブナード店）[82]
- 『前田悠雅バースデーイベント2023』（2023年10月21日、池袋LiveHouse mono）[83]
- 『前田悠雅 卓上 2024年カレンダー』発売記念イベント（2023年11月4日、HMV&BOOKS SHIBUYA 6Fミュージアム隣接スペース）[84]
- 『劇団4ドル50セント 年末イベント2023』（2023年12月9日、GOTANDA G4）[85]
- 5811-2『きらめ き』（2024年2月3日、池袋LiveHouse mono）[86]
- 『劇団4ドル50セント 大感謝祭』（DAY1 - 2024年3月24日、GOTANDA G＋ / DAY2 - 2024年3月31日、MsmileBOX渋谷）[87]
- ショートムービー『鍋パ・トークフル・ユース』トークイベント（2024年8月24日、Magpie Cafe）[88]
- 『前田悠雅バースデーイベント 「ゆうが、今日誕生日。」』（2024年10月19日、池袋LiveHouse mono）[89]

### ネットドラマ
- 御曹司ボーイズ 第5話（2019年5月5日、AbemaTV）- 出演[90]
- 恋愛ドラマな恋がしたい3（2019年5月11日 - 7月27日、AbemaTV）- ゆうが 役[91]
- ブスの瞳に恋してる2019（2019年9月17日 - 11月5日、FOD）- 出演[92]
- 配信アプリBUMPドラマ『五反田ほいっぷ学園』（2024年2月9日、BUMP）- 杏奈 役[93]

### 広告
- PlayStation 4用ソフトウェア「コール オブ デューティ ワールドウォーII」（2017年10月30日 - 11月5日、東京・大阪・名古屋）- 劇団4ドル50セントとして出演[94]
- 「劇団4ドル50セント」✕「タイムバンク」コラボキャンペーンデジタルサイネージ（2018年11月19日 - 25日）[95]
- SHOWROOM×劇団4ドル50セント のプロモーションサイネージ（2019年3月25日 - 31日）[96]
- SAKULABO×劇団4ドル50セント - 副店長[97]
- CLASSICS the Small Luxury ブランドムービー - 出演[98]
- 積水ハウス 新CM「帰ろう。」編 - 出演[99]

### Web CM
- ALFES「NALOW」Web CM（2019年3月25日 - 31日）- 出演[100]
- dTV 年末年始キャンペーンCM - 出演[101]

### 雑誌
- smart11月号（2017年9月23日発売）[102]
- Platinum FLASH（プラチナフラッシュ） vol.2[103]
- 週刊ファミ通 2018年2月22日号[104]
- BOMB!（ボム!） 2018年8月号[105]
- smart5月号（2019年5月25日発売）[106]
- FLASHスペシャル2019年初夏号（FLASH増刊）[107]
- 『KANGOL WAIST POUCH BOOK RED』/『KANGOL WAIST POUCH BOOK BLACK』（宝島社）- ファミリーマート限定発売、表紙[108]